# Burtaiši
Burtaiši (en serbe cyrillique : Буртаиши) est un village du sud du Monténégro, dans la municipalité de Bar.

## Démographie

### Évolution historique de la population
| 1948 | 1953 | 1961 | 1971  | 1981  | 1991  | 2003  |
| ---- | ---- | ---- | ----- | ----- | ----- | ----- |
| 500  | 581  | 757  | 1 241 | 2 660 | 2 750 | 3 013 |